# Iglesia de San Miguel de Engolasters
San Miguel de Engolasters (Sant Miquel d’Engolasters en catalán) es una pequeña iglesia románica, una de las más conocidas del Principado de Andorra. Se encuentra situada en la proximidad de la localidad de Engolasters, en la parroquia de Las Escaldas-Engordany.

## Descripción
El templo presenta una cronología dudosa, si bien es comúnmente aceptado que se edificó a principios del siglo XII.
Tipológicamente corresponde a una iglesia de nave única rectangular, rematada en su lado este por un ábside semicircular que presenta un friso decorativo exterior de arcuaciones lombardas. Ante la puerta, situada en el muro sur del templo, se levanta un porche de época posterior al resto de la construcción.
El campanario, desproporcionado respecto al templo, es de planta cuadrangular, de estilo lombardo, con tres pisos de ventanas geminadas. La torre se decora con lesenas y arcuaciones. Bajo el arco del último piso presenta, en dos de sus fachadas, unas cabezas humanas esculpidas en piedra.

## Interior
En el interior puede admirarse una reproducción exacta de las pinturas murales románicas que decoraban el ábside y el presbiterio, y cuyos originales se encuentran actualmente en el Museo Nacional de Arte de Cataluña (Barcelona).